# Pokus o převrat v Praze (1427)
Pokus o převrat v Praze na podzim roku 1427 byl vyvrcholením politické iniciativy konzervativních husitů a části katolické šlechty pod vedením Hynka z Kolštejna, Jana Smiřického a dalších, namířené proti vládě radikálnějšího husitského křídla, které získalo na jaře toho roku v Praze převahu. Jednalo se o vojenskou akci, která proběhla 6. září 1427 v podobě pokusu o obsazení Starého Města Pražského a Pražského hradu šesti sty jezdci vedenými Kolštejnem a Smiřickým. Celá akce však byla prozrazena Vilémem Kostkou z Postupic a Pražané útok očekávali. Po krátkém boji byli útočníci rozehnáni, Jan Smiřický zajat a Hynek z Kolštejna na útěku druhého dne zavražděn. Porážka převratu posílila pozice radikálnějších pražských husitů a Jana Rokycany jako duchovního vůdce Pražanů i pro další roky. 

## Pozadí
17. dubna 1427 proběhl v Praze převrat proti přívržencům Zikmunda Korybutoviče, původem litevského knížete a husitského hejtmana, někdejšího zvoleného zemského správce Čech, který usiloval o dohodu s císařem Zikmundem a eventuálně pak i o českou korunu. Korybutovič byl uvězněn, z Prahy byli vyhnáni či od moci odstaveni konzervativní kněží a univerzitní mistři. Do čela pražského duchovenstva byl zvolen Jan Rokycana, politicky zde pak vládl bohatý měšťan Jan Velvar. Pražské souměstí se pak dlouhodobě přiklonilo ke spolupráci s radikálními husitskými svazy.
Následně začal být konzervativním panským křídlem kališnických i katolických pánů připravován odvetný pokus pod vedením Hynka Kolštejnského. Ten spojenecky sdružil zejména umírněné kališníky Jana Smiřického a Viléma Kostku z Postupic, katolíky Půtu III. z Častolovic a Jana Městeckého z Opočna a další, se záměrem radikální Prahu, nejdůležitější opěrný bod tohoto politického proudu, obsadit. Tyto snahy byly umocněny též porážkou třetí protihusitské křížové výpravy v bitvě u Tachova mezi 2. a 4. srpnem. Cílem snad bylo i osvobodit Zikmunda Korybutoviče, který měl být v Praze vězněn[zdroj?] - ten však byl internován na hradě Valdštejně. 
Sdužená vojska se sešla 4. září 1427 v Kolíně, kde byl hejtmanem Diviš Bořek z Miletínka, patřící k umírněným husitům. Na společném jednání byly dohodnuty detaily plánu obsazení Prahy, příchozím pak měli brány obou pražských měst otevřít novoměstský rychtář a někteří konšelé. S plánem nesouhlasil Vilém Kostka z Postupic, který pak druhého dne předal informaci o útoku pražskému měšťanu a konšelovi Šimonovi od Bílého Lva, takže byli Pražané včas varováni.  

## Bojová akce

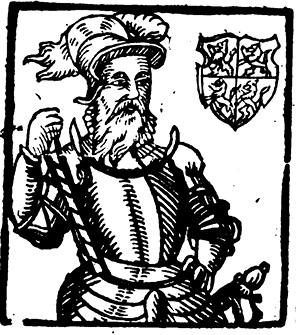
Fiktivní portrét Hynka Kolštejnského z Valdštejna z přelomu 16. a 17. století

V sobotu 6. září před polednem byl proveden smluvený vpád do Prahy. Hynek z Kolštejna s Janem Smiřickým a zhruba 600 jezdci vpadli otevřenými branami na Nové, posléze pak Staré Město Pražské. (Ostatní spiklenci se osobně akce nezúčastnili, poskytli jen své oddíly.) Útočníci bez odporu pronikli až na Staroměstské náměstí, kde se rozestavili, provolávali heslo Mír svatý!, avšak v rukou měli držet zbraně a napnuté samostříly v očekávání, že se k nim Pražané přidají. Následně však bylo náměstí uzavřeno řetězy a ozbrojení Pražané zaútočili na vetřelce střelbou z kuší. Rokycana se snažil zabránit nejhoršímu krveprolití, i tak však bylo okolo 100 útočníků zabito v boji. Zbytek se pak rozprchl po městě. Část se utopila ve Vltavě, když se snažila v okolí Karlova mostu přeplavat na Malou Stranu. Okolo 250 útočníků bylo zajato a uvězněno, včetně Jana Smiřického. Hynek Kolštejnský se pokusil ukrýt  v domě U Zlatého slona (čp. 609/I) na nároží Staroměstského náměstí a Dlouhé třídy, byl však následujícího dne odhalen a zabit panošem Janem Makovcem z Měrunic, kterého nedávno zachránil před oběšením. Bylo popraveno několik měšťanů a jeden ze zajatých vůdců útoku.

## Důsledky
Po porážce pražské akce se povstalecká vojska od Kolína stáhla. Od Plzně přitáhl k Praze Prokop Holý s asi desetisícovým vojskem a ukořištěným dělem Chmelík. Polní vojska pak spolu s Pražany v rámci odvetné operace 14. září 1427 Kolín oblehla. Diviš Bořek se zde po tři měsíce statečně bránil, až 16. prosince přistoupil na kapitulaci s možností svobodného odchodu. Kolín se stal součástí sirotčího svazu, hejtmanem byl ustanoven Jan Hertvík z Rušinova.
Jan Smiřický patrně ještě v září 1427 unikl ze zajetí (podle některých zdrojů mu z vězení pomohla uprchnout jakási žena). Pokračoval spolu se Zikmundem Děčínským z Vartenberka a Zajíci z Hazmburka v boji proti Pražanům, které pak společně porazili 24. července 1428 v bitvě u Budyně nad Ohří, kde byl zajat pražský hejtman Václav Carda z Petrovic. Následná jednání o příměří vedla mj. k propuštění Václava Cardy a dalších zajatců. Příměří bylo s Janem Smiřickým uzavřeno 4. října 1428, nedlouho po (dočasném) smíření radikálních a umírněných husitů u příkopu sv. Ambrože v Praze 1. září téhož roku. Na základě dohod byl v říjnu propuštěn Zikmund Korybutovič a vypovězen z Čech. Nadále v bojích pokračoval Zikmund Děčínský, který někdy po bitvě samostatně dobyl Úštěk v majetku Václava Cardy z Petrovic.
Úmrtí Hynka z Kolštejna je vyobrazeno na fresce z roku 1905 na fasádě domu postaveného na parcele původního domu U Zlatého slona.